# Typhlocyba bella
Typhlocyba bella är en insektsart som beskrevs av Hamilton 1983. Typhlocyba bella ingår i släktet Typhlocyba och familjen dvärgstritar.
Artens utbredningsområde är Newfoundland. Inga underarter finns listade i Catalogue of Life.